# Flickr
Flickr je komunitní web pro sdílení fotografií. Byl také jedním z prvních serverů Web 2.0, který umožňoval používat štítky (tagy). Uživatelé mohou také své fotografie umístit do mapy. V září 2010 bylo oznámeno, že Flickr sdílí více než 5 miliard obrázků.

## Historie
Společnost Ludicorp spustila Flickr v únoru roku 2004. V březnu 2011 jej odkoupila společnost Yahoo!. V červnu téhož roku byly servery přesunuty z Kanady do Spojených států amerických a tudíž podléhají tamním zákonům. Ke dni 25.7.2016 oznámila společnost Verizon uzavření dohody o převzetí rozhodujících částí společnosti Yahoo!, včetně webu Flickr. Realizace dohody probíhala do druhého čtvrtletí 2017.
V dubnu 2018 byl Flickr odkoupen provozovatelem internetové fotoslužby Smugmug.

## Sdílení fotografií
Flickr umožňuje uživateli po nahrání fotografie zvolit, pod jakou licencí bude jeho snímek šířen. Protože mnoho snímků uložených na této službě je šířeno pod licencí umožňující další použití, dalo by se říct, že do jisté míry plní Flickr funkci fotobanky. Od 20. května 2013 internetové fotoalbum Flickr nabízí pro každého prostor pro uložení jednoho terabajtu fotografií a videí. Fotografie lze navíc nahrávat v původním rozlišení a bez jakékoliv další komprese, která by měla vliv na kvalitu obrazu.

## Použité technologie
- PHP
- Smarty Template Engine
- PEAR pro XML & Email
- Perl
- ImageMagick
- MySQL 4.0
- Java
- Apache Web Server 2
- Adobe Flash
- Fotonotes pro popisek na fotografii